# Anna Maria Primavesi
Anna Maria Primavesi (Sankt Georgen ob Judenburg, 3 de outubro de 1920 — São Paulo, 5 de janeiro de 2020), nascida Annemarie Baronesa Conrad, foi uma engenheira agrônoma, pesquisadora e professora universitária austríaca radicada no Brasil. 
Precursora da agroecologia no Brasil, foi uma importante pesquisadora da agroecologia e da agricultura orgânica. Primavesi foi responsável por avanços no campo de estudo das ciências do solo em geral, em especial o manejo ecológico do solo.
Lecionou por 12 anos na Universidade Federal de Santa Maria (UFSM), no Rio Grande do Sul, entre 1962 e 1974, onde também realizou pesquisas sobre biologia no solo, juntamente com o marido, Artur Primavesi, que fundou o Instituto de Solos e Culturas, o atual Laboratório de Análise de Solos (LAS) da UFSM. Ao longo de mais de 60 anos de carreira, Primavesi deu aulas, escreveu livros, fez conferências, trabalhou no campo e ganhou prêmios em vários países.
Uma das mais importantes pesquisadoras da agroecologia e da agricultura orgânica do Brasil, é considerada uma das pioneiras da ciência pelo CNPq.

## Biografia

### Primeiros anos
Primavesi nasceu como Annemarie Baronesa Conrad no castelo Pichlhofen, em Sankt Georgen ob Judenburg, no distrito de Murtal, estado da Estíria, em 1920. Era filha de Sigmund e Clara Conrad, sendo a primeira filha do casal. Ana teria ainda mais dois irmãos mais novos, Sigmund e Wolfgang, com quem brincava na fazenda onde ficava o castelo. Estimulados pelo pai, as crianças exploravam livremente a propriedade, onde aprenderam a nadar, cavalgar, pintar, desenhar e plantar. Cada criança tinha o próprio lote na horta da casa.
Ainda que o pai fosse o principal estimulador das crianças, era rígido e exigia resultados. Quando não os conseguia, Ana recebia varadas do pai. Ana recebeu a educação da época, com aulas de educação clássica, música e ginástica. Como a cidade era pequena, com menos de mil habitantes e com as dificuldades de locomoção e distância, seu pai contratou uma professora particular que ia duas semanas ao castelo preparar Ana para o ginásio. O diretor da escola, porém, acreditava que uma menina não conseguiria passar nas provas de admissão com tão poucas aulas semanais. Ana passou entre os quatro primeiros colocados nas provas.
Uma meningite acabou por afastá-la da escola por quase dois meses antes dos exames admissionais do ginásio. Ana precisou recomeçar os estudos, pois não se lembrava mais das aulas. Uma das sequelas da doença foi uma cegueira que, aos poucos, retrocedeu. Ana retornou à escola, apesar da surpresa do diretor e dos colegas, e foi aprovada para cursar o ginásio na capital do distrito, Graz.
O Internato do Sagrado Coração ficava em Graz, a 120 quilômetros de sua casa. Lugar conhecido por sua disciplina rígida e por aceitar apenas garotas da antiga aristocracia austríaca, o colégio tinha apenas madres como professoras, cujas famílias também eram nobres. Se as madres flagravam uma regra sendo descumprida, as meninas recebiam golpes de varetas. Apesar de gostar do instituto, a rigidez tornava difícil sua adaptação. As missas em jejum eram um desafio para Ana, que desmaiou algumas vezes durante a cerimônia.
Ana estudou no internato por um ano. Seus irmãos Sigmund e Wolfgang também deveriam ir para o ginásio e eles também tiveram um professor particular em casa. Aos 15 anos, Ana passou a estudar em regime de externato, em Graz. Um casal amigo de seus pais tinha uma filha um pouco mais velha que Ana que também estudaria no Sagrado Coração. Assim, um quarto foi alugado para as duas morarem na cidade.
Enquanto Ana se empenhava em seus estudos, sua colega de quarto, Renata, passou a participar de atividades políticas secretamente, em 1936. Ela não ficava mais em casa e passou a faltar na escola. Um dia, depois de voltar da escola, encontrou a polícia revistando o quarto onde morava com Renata, que estava desaparecida havia dois dias. A polícia encontrou no guarda-roupa de inverno de Ana material de propaganda nazista e ela acabou sendo presa.
No internato, a semana final de aulas e provas tinha começado e Ana não apareceu. Quando Ana não voltou para casa, seu pai viajou para Graz a fim de procurar pela filha, quando descobriu que ela estava presa. Liberada pela polícia depois de oito dias, Ana voltou para a casa dos pais, porém tinha sido expulsa da escola depois que a instituição fora avisada sobre o motivo da prisão. A polícia também comunicou a todos os outros colégios da Áustria, impossibilitando a conclusão dos estudos em seu país.

### Dresden
Ana tinha um tio-avô por parte de mãe, Konrad Heerklotz, que morava em Dresden, capital da Saxônia, na Alemanha. Heerklotz foi um oficial ministerial alemão e capitão distrital da administração distrital de Dresden-Bautzen e tinha perdido a esposa e os três filhos na Primeira Guerra Mundial. Ele então escreveu para a mãe de Clara, perguntando se sua filha não gostaria de morar em Dresden a fim de lhe fazer companhia e poder estudar. Por sua posição política, Heerklotz recebia muitos convites para concertos, óperas, operetas e teatros, para onde levava a sobrinha-neta.
No colégio tradicional para garotas da cidade, o Altstädtische Höheren Mädchenschule, Ana concluiu os exames, ingressando direto no oitavo ano. Nesta época, Ana já estava apta para cursar a universidade, porém os nazistas obrigavam a todos os estudantes pré-universitários a trabalhar com um serviço braçal por nove meses na zona rural, sem remuneração, de maneira a desestimular os alunos.
O serviço era realizado nos campos de trabalho do Reichsarbeitsdienst (RAD), uma organização estatal que convocava jovens a prestar serviço gratuito no campo, se pretendessem ingressar nas universidades. Era uma etapa obrigatória para quem estava determinado a seguir no ensino superior e muitos jovens se recusavam a se submeter a tal serviço. Ana optou por ir para a Masúria, hoje na Polônia, mas na época parte da Prússia. Seu trabalho consistia em carregar esterco e cuidar da plantação.
As condições no campo eram difíceis. No café da manhã servia-se pão duro, no almoço servia-se uma refeição à base de casca de batata com água e sal e à noite um chá. Assim, muitos estudantes começaram a adoecer e alguns comeram o mato que deveriam capinar todos os dias. Nove meses depois, Ana voltou pra casa, mas seu pai e os dois irmãos tinham ido para a guerra, enquanto a mãe e os irmãos mais novos, ainda crianças, ficaram no castelo.
Ana se matriculou na Universidade Rural de Viena, sendo uma das três mulheres no curso. Teve aulas com professores como Franz Sekera, Walter Kubiena e Hermann Kaserer, especialistas que ensinavam ecologia, mas eram combatidos por colegas da área por darem valor ao solo do que seus produtos. Sekera demonstrava aos alunos o entrosamento entre solo, plantas e a assembleia de microrganismos que continham, além de indicar que as características químicas do solo são altamente dependentes da vida microscópica que o habita. Para outros professores apenas a química e a biologia das plantas bastavam.

### Segunda Guerra Mundial
A Alemanha Nazista começou a exigir que os alemães-russos da Volínia (hoje na Ucrânia, mas na época parte da Polônia) fossem repatriados. Primavesi foi enviada pela universidade para a região de Lodz, onde viu os alemães sendo transportados em vagões para animais, infestados de pulgas, piolhos e carrapatos. A viagem aconteceu em meio ao inverno rigoroso e dezenas morreram na travessia até a Alemanha, principalmente crianças.
Os nazistas exigiam um passaporte de ascendentes dos cidadãos, apresentando a linhagem familiar até 1800, de maneira a identificar judeus. Primavesi então pesquisou sua genealogia na pinacoteca de Viena, descobrindo que seu tataravô, Adam Albert Hönig, era judeu. Adam era amigo do então imperador austríaco, José II, que sempre o ajudara nas finanças do império. O imperador pediu que Adam se batizasse na igreja cristã, o que Adam recusou, mas permitiu que seus seis filhos o fizessem. Um deles, Karl, era antepassado direto de Primavesi e tinha se batizado em 1784, dezesseis anos antes de 1800, o que garantiu o passaporte para Anna.
Anna conheceu o futuro marido, Artur Primavesi, ainda na faculdade. Dois anos mais velho, fazia o mesmo curso, agronomia, mas estava sempre envolvido em festas, motos, futebol e outras garotas. Procurando não se envolver, Anna foi para a França ocupada pelos nazistas para coletar amostras de solo e aperfeiçoar métodos de análise.
Anna se formou em 1942, aos 22 anos. Assim que prestou os últimos exames, a faculdade a enviou para a Reichenburg, na Suíça, para coletar mais amostras de solo. Ao retornar, tornou-se assistente do professor Sekera, que orientou seu doutorado e a enviou para fazer estudos sobre a geada em vinhedos pela Alemanha, Bélgica, França e Luxemburgo.
Quando a guerra acabou, Anna tinha perdido os dois irmãos, além de vários primos e outros parentes. Wolfgang tinha 19 anos, e Sigmund, 21, e morreram em combate na Rússia. Seu pai foi levado por soldados ingleses. Quando conseguiu libertar o pai, Anna foi presa também. Nove meses depois e vinte quilos mais magra devido às condições do campo de prisioneiros, Anna voltou para a casa, reencontrando Artur. Ele a pediu em casamento, mas Anna impôs uma condição, a de não ficarem noivos.

### Mudança para o Brasil
Anna e Artur se mudaram para o Brasil em 1948, trazendo o primeiro filho, Odo, então com oito meses. Chegaram no Rio de Janeiro, seguindo para São Paulo e depois para Passos, em Minas Gerais, onde nasceu Carin, segunda filha do casal, e o mais novo, Artur, em Itaberá. Enquanto Artur trabalhava em plantações de trigo, Anna cuidava da casa e dos filhos. Em 1956, a família se mudou para a capital paulista, de onde Artur viajava para Sorocaba para cuidar de plantações.
Várias universidades estavam sendo fundadas pelo país nesta época. Com o projeto bem-sucedido de recuperação do solo em Sorocaba, o casal Primavesi começou a ser consultado para dar aulas. Com Brasília recém-fundada, o casal pensou em aceitar o convite de Zeferino Vaz, mas a nova capital não tinha escolas secundárias, o que levaria os filhos do casal a serem matriculados em Goiânia. Assim, eles aceitaram o convite do reitor Mariano da Rocha, da Universidade de Santa Maria, posteriormente a Universidade Federal de Santa Maria (UFSM).

## Carreira
Foi uma das pioneiras na preservação do solo e recuperação de áreas degradadas, abordando o manejo do solo de maneira integrada com o meio ambiente. Suas pesquisas apontam para uma agricultura que privilegie a atividade biológica do solo com um alto teor de matéria orgânica, evitando o revolvimento do mesmo, e substituindo o uso de insumos químicos pela aplicação de técnicas como a da adubação verde, controle biológico de pragas, entre outros. A compreensão do solo como um organismo vivo e com diversos níveis de interação com a planta foi uma das contribuições de Primavesi para a agronomia.
Como professora da UFSM, Anna contribuiu para a organização do primeiro curso de pós-graduação voltado para a agricultura orgânica. Aposentada, tocou por muitos anos sua própria propriedade agrícola em Itaí, no estado de São Paulo, onde colocou em prática os conceitos da agricultura orgânica. Foi também fundadora da Associação da Agricultura Orgânica (AAO), uma das primeiras associações de produtores orgânicos do Brasil. Seu livro "Manejo ecológico do solo: a agricultura em regiões tropicais" é considerado uma obra de referência nas ciências agrárias.

## Morte
Anna morreu em 5 de janeiro de 2020, em São Paulo, aos 99 anos, em decorrência de problemas cardíacos. Ela foi sepultada no domingo no Cemitério de Congonhas, na Zona Sul da capital paulista.

## Homenagens
Ao longo de sua carreira, recebeu diversos prêmios, como o One World Award da IFOAM, em 2012,  além de títulos Doctor honoris causa em diversas universidades brasileiras.
Em sua homenagem, o Centro Acadêmico de Agroecologia na UFSCar, inaugurado em 2010, leva o seu nome.
O governo da Paraíba criou o Prêmio Ana Primavesi de Agroecologia em 2013, para homenagear personalidades que se destaquem por seus serviços em prol do desenvolvimento sustentável com foco na agroecologia.

### Impacto póstumo
Após sua morte, o legado de Primavesi continuou a influenciar movimentos agroecológicos no Brasil e no mundo. Suas obras, especialmente "Manejo Ecológico do Solo", seguem sendo referência em cursos de agronomia e agroecologia, e sua visão de agricultura sustentável tem inspirado políticas públicas e práticas agrícolas em regiões tropicais. Até 2025, o Prêmio Ana Primavesi de Agroecologia, criado pelo governo da Paraíba, continua sendo concedido anualmente, reconhecendo contribuições significativas para o desenvolvimento sustentável.